# Johannes Kalpers
Johannes Kalpers (* 10. Mai 1966 in Koblenz) ist ein deutscher Sänger (Tenor) der klassischen und der volkstümlichen Musik. Aufgrund seines Bekanntheitsgrades wurde er zum Botschafter des Westerwaldes ernannt.

## Leben
Er wuchs in Ransbach-Baumbach im Westerwald auf, er lebt heute noch im Westerwald (Heiligenroth). Mit acht Jahren spielte er Klavier, Mundharmonika und Flöte; ab dem Alter von zehn Jahren war er Mitglied im Chor der Limburger Domsingknaben im Musischen Internat in Hadamar. Später erlernte er noch Posaune und absolvierte eine Chorleiterausbildung beim Referat Kirchenmusik
im Bistum Limburg.
Nach dem Abitur 1985 an der Fürst-Johann-Ludwig-Schule in Hadamar ging er zur Bundeswehr und spielte beim Heeresmusikkorps 300 in Koblenz Posaune. Danach studierte er an der Hochschule für Musik in Karlsruhe, leitete nebenbei Chöre und gab Klavierunterricht. Er schloss das Studium 1992 mit dem Staatsexamen in Schulmusik ab. 1993 machte er sein Diplom als Gesangslehrer und 1994 seine künstlerische Reifeprüfung in Gesang bei Klaus Dieter Kern. Danach war er an verschiedenen Opernhäusern engagiert, unter anderem in Eisenach, Chemnitz und Hannover. Es folgten zwei Jahre (bis 2002) an der Wiener Volksoper. Als Gast sang er u. a. bei den Salzburger Festspielen und an der Deutschen Oper am Rhein.
Johannes Kalpers singt nicht nur klassische Werke wie Opern, Oratorien und Lieder, sondern auch Werke, die der so genannten U-Musik zugeordnet werden. So nahm er 2001 am Grand Prix der Volksmusik teil und erreichte mit dem Lied Ein Lächeln für die ganze Welt den 10. Platz.
2002 erhielt er einen Schallplattenvertrag, und im Frühjahr erschien sein erstes Solo-Album Musik ist meine Welt. Im Herbst 2002 wurde sein Titel Das Lied zum Glück zum Lied der ARD-Fernsehlotterie gewählt. Sein langjähriger Klavierpartner ist der Pianist Andreas Frese. 2011 moderierte er beim  SWR im Wechsel mit  Hansy Vogt die Sendung SonntagsTour.

## Ehrungen
- Richard-Strauss-Plakette
- Franz-Völker-Preis

## Diskografie
- Mein Vaterland: Die größten deutschen Volkslieder; 2014
- Festtagszauber; 2011
- Sonnenschein & Regenbogen; 2009
- Ich wünsch Dir... - Das Beste von Johannes Kalpers; 2008
- Heimat, Deine Lieder; 2007
- Lieder für die Seele; 2005
- Saul – Oratorium von Georg Friedrich Händel; 1998
- Romantische Kirchenmusik für Männerchor; 1999
- Musik ist meine Welt; 2002
- Stimme des Herzens; 2003
- Goethe-Vertonungen von Franz Schubert; 2003